# José María Magallón y Armendáriz
José María Magallón y Armendáriz, markiz de San Adrián i de Castelfuerte, Grand Hiszpanii (ur. 4 kwietnia 1763 w Tudeli, zm. 28 czerwca 1845 w Madrycie) – hiszpański arystokrata i dyplomata.

## Życiorys
Pochodził z arystokratycznej rodziny z Nawarry. Jego rodzicami byli José María Magallón y Mencos i María Josefa de Armendáriz y Acedo. Otrzymał wzorowe wykształcenie z udziałem ojca i dziadka, którzy należeli do oświeconej arystokracji. Od młodych lat uczył się w Hiszpanii i Paryżu. W 1790 roku ożenił się z Maríą de la Soledad Rodríguez de los Ríos Jauche de Mortaing, markizą de Santiago i de la Cimada, z którą miał dwie córki: Josefinę, urodzoną w 1794 roku i zmarłą w dzieciństwie, oraz Franciskę de Paula (1797–1824). Miał też dwie naturalne córki, które uznał za swoje.
Mieszkał w Madrycie, gdzie obracał się w środowiskach artystyczno-literackich, do których należeli jego przyjaciele: François Cabarrus, Leandro Fernández de Moratín czy Francisco Goya, który sportretował go w 1804 roku. Był honorowym członkiem Królewskiej Akademii Sztuk Pięknych św. Ferdynanda. 17 grudnia 1802 został grandem Hiszpanii, a w 1829 także kawalerem Zakonu Kalatrawy.
Miał liberalne, reformatorskie poglądy. W czasie okupacji napoleońskiej sprzyjał Józefowi Bonapartemu, który mianował go ministrem i mistrzem ceremonii. W 1813, kiedy Ferdynand VII odzyskał tron, musiał uciekać z Hiszpanii, a jego dobra zostały skonfiskowane. Zamieszkał w Bordeaux, gdzie powstał ośrodek hiszpańskiej emigracji politycznej. Wrócił do Hiszpanii w 1821 po amnestii. Wspierał królową Izabelę II w wojnie z karlistami.